# Clinchamps-sur-Orne
Clinchamps-sur-Orne é uma ex-comuna francesa na região administrativa da Normandia, no departamento de Calvados. Estendeu-se por uma área de 6,38 km². Em 2010 a comuna tinha 1 101 habitantes (densidade: 172,6 hab./km²).
Em 1 de janeiro de 2017 foi fundida com as comunas de Laize-la-Ville para a criação da nova comuna de Laize-Clinchamps.